# Svatopluk Buchta
Svatopluk Buchta (* 26. února 1966 Brno) je bývalý český dráhový cyklista, účastník sedmi Mistrovství světa a dvou Olympijských her v letech 1988 a 1992. V současnosti je vedoucím trenérem sprinterů Dukly Brno.
Svatopluk Buchta získal titul Mistra světa ve stíhacím závodě družstev na 4 kilometry z roku 1986. Na Mistrovství světa ve stíhacím závodě na 4 km v roce 1987 byl třetí. Na Letních olympijských hrách 1988 v korejském Soulu skončil ve stíhacím závodě družstev pátý.
Je dvacetinásobným Mistrem Československé republiky.